# Sumiswald
Sumiswald is een gemeente en plaats in het Zwitserse kanton Bern, en maakt deel uit van het district Emmental.
Sumiswald telt 5.031 inwoners.
De buurgemeenten van Sumiswald zijn: Affoltern, Dürrenroth, Eriswil, Langnau, Luthern, Lützelflüh, Rüegsau, Trachselwald, Trub, Wyssachen.
De totale oppervlakte van Sumiswald bedraagt 5937 ha, waarvan
- bos: 2781 ha
- agrarisch: 2827 ha
- bewoond: 290 ha
- niet-productie: 42 ha

Het hoogste punt is 1383 m boven zeeniveau Farnli-Esel in gedeelte Wasen; het laagste punt is 640 m en is Fürtenschachen in gemeentedeel Grünen.